# 가톨릭 오사카-다카마쓰 대교구
가톨릭 오사카-다카마쓰대교구(일본어: カトリック大阪高松大司教区, 라틴어: Archidioecesis Osakensis-Takamatsuensis)는 오사카 관구의 중심 교구로 일본의 로마 가톨릭교회 대교구이다.
2023년 8월 15일 다카마쓰교구와 통합되어 오사카-다카마쓰대교구로 이름이 바뀌었다.

## 역사
- 1888년, 남일본대목구에서 분리되어 긴키, 주고쿠, 시코쿠의 3 지방을 포함한 중일본대목구로서 설립되어 파리 외방전교회에 위탁되었다.
- 1891년 6월 15일, 교구로 승격해, 교구장 F. N. 미동신부는 주교로 서품되었다.
- 1904년 1월 27일, 시코쿠지구를 분할하여 시코쿠대목구를 설립하여 스페인의 도미니코회에 위탁 하였다.
- 1923년 5월 4일, 오사카 교구에서 오카야마현, 히로시마현, 야마구치현, 시마네현, 돗토리현을 분할하여, 히로시마대목구를 설립, 독일의 예수회에 위탁했다.
- 1937년 6월 17일, 교토부, 나라현, 미에현, 시가현을 분할하여, 교토대목구를 설정, 메리놀 선교회에 위탁하여, 현재의 관할 구역과 같아졌다.
- 1940년 J－B. 카스타니에 주교가 교구장을 사임하여, 후임에 다구치 야시고로가 임명되어, 1941년 12월 14일 주교로 서품되었다.
- 1969년 6월 24일, 오사카 교구가 대교구로 승격, 타구치 주교가 오사카 대교구의 첫 대주교에 임명되었다.
- 1970년 2월 5일, 야스다 히사오가 보좌 주교에게 임명되어, 3월 21일에 주교에게 서품 되었다.
- 1973년 3월 5일 다구치 대주교는 추기경에 서임되었다.
- 1978년 2월 23일 다구치 추기경의 사망에 따라, 11월 15일 야스다 히사오 주교가 대주교에 임명되었다.
- 1995년 11월 2일 예수회의 이케나가 준 신부가 보좌 주교에 임명되어 1996년 3월 20일에 주교에 서품 되었다.
- 1997년 5월 10일 야스다 히사오 대주교의 은퇴로 이케나가 보좌 주교가 승계를 하였다
- 1999년 4월 19일, 마쓰라 고로 신부가 보좌 주교에게 임명되어 7월 17일, 주교에게 서품 되었다.
- 2014년 8월 20일 히로시마교구장 마에다주교 오사카대주교로 임명됨
- 2015년 3월 29일 마쓰라 고로 보좌주교 나고야 교구장 주교로 임명됨

## 관할구역
오사카부, 효고현, 와카야마현가가와현(香川), 에히메현(愛媛), 도쿠시마현(徳島), 고치현(高知)

## 역대 대목구장
- 펠릭스-니콜라-조제프 미동(Félix-Nicolas-Joseph Midon) 주교 (1888.03.23–1891.06.15) 
케사로폴리스(Caesaropolis)의 명의주교

## 역대 교구장
- 초대 펠릭스-니콜라-조제프 미동(Félix-Nicolas-Joseph Midon) 주교 (1891.06.15–1893.04.12)
- 2대 앙리 카프라이스 바셀롱(Henri-Caprais Vasselon,) 주교 (1893.08.18–1896.03.07)
- 3대 쥘-오귀스트 샤트롱(Jules-Auguste Chatron) 주교 (1896.07.22–1917.05.07)
- 4대 장-바티스트 카스타니에(Jean-Baptiste Castanier) 주교 (1918.07.06–1940.12.03)
- 5대 다구치 야시고로(바오로, 田口芳五郎) 추기경 (1941.11.25-1978.02.23) 
사제급 추기경(1973.03.05–1978.02.23)
- 6대 야스다 히사오(바오로, 安田久雄) 대주교 (1978-1997)
- 7대 이케나가 준(레오, 池長 潤) 대주교 (1997.05.10~2014.08.20)
- 8대 마에다 만요(토마스 아퀴나스, 前田万葉) 추기경(2014.08.20~) 
사제급 추기경(2018.06.28~)

## 같이 보기
- 일본의 로마 가톨릭교회